# Шпорцевые кукушки
Шпорцевые кукушки (лат. Centropus) — единственный род в подсемействе Centropodinae семейства кукушковых (Cuculidae), включающий около 30 видов. На основании гибридизации ДНК—ДНК Сибли и Алквистом было выдвинуто предположение, что таксономический ранг этой группы должен быть повышен до семейства Centropodidae.

## Описание

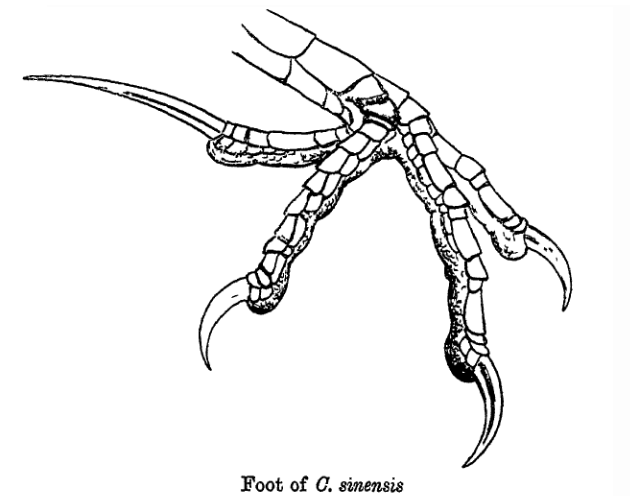
Длинный и прямой коготь большого пальца (C. sinensis) — характеристика рода.

У многих шпорцевых кукушек на заднем пальце ноги имеется длинный коготь. Название рода происходит от греческого слова kentron, шип и шпора. Длина когтя может достигать около 68—76 % от длины цевки у С. grillii и малой шпорцевой кукушки (С. bengalensis). Только короткопалая шпорцевая кукушка С. rectunguis является исключением, у неё коготь большого пальца составляет только 23 % от длины цевки. Многие шпорцевые кукушки — оппортунистические хищники, Centropus phasianinus известен тем, что атакует птиц, пойманных в паутинные сети, а африканскую шпорцевую кукушку (Centropus superciliosus) привлекает дым травяных пожаров, во время которых они кормятся насекомыми и мелкими млекопитающими, спасающимися от огня.

## Размножение
В отличие от многих других кукушек Старого Света, шпорцевые кукушки не являются гнездовыми паразитами. С другой стороны, у них есть своя собственная особенность размножения: все члены рода проявляют в той или иной степени тенденцию к реверсии родительских ролей в размножающейся паре, которая проявляется в том, что меньшие по размерам самцы обеспечивает большую часть родительской заботы. По крайней мере, один из видов шпорцевых кукушек, Centropus grillii, является полиандрическим. У некоторых видов, например у Centropus phasianinus самцы больше насиживают кладку и заботятся о потомстве, чем самки.
Шпорцевые кукушки обычно строят гнёзда в зарослях густой растительности, и их гнёзда, как правило, имеют крышу, но некоторые виды строят открытые сверху гнёзда. Фазанья шпорцевая кукушка (C. phasianinus), обыкновенная шпорцевая кукушка (C. sinensis) и мадагаскарская шпорцевая кукушка (С. toulou) могут иногда строить открытые сверху гнезда, а некоторые виды (например, целебесская шпорцевая кукушка (С. celebensis)) строят открытые гнезда постоянно.
Существуют наблюдения, что некоторые виды шпорцевых кукушек (C. phasianinus и C. superciliosus) способны переносить на небольшое расстояние собственных молодых особей в полёте.

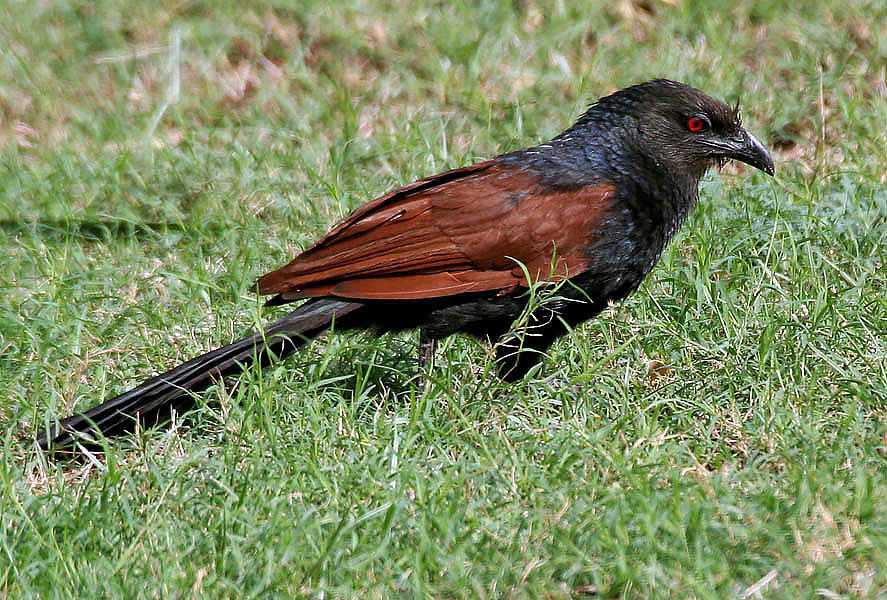
Обыкновенная шпорцевая кукушка (Centropus sinensis) в Хайдарабаде (Индия).

## Список видов
Международный союз орнитологов относит к шпорцевым кукушкам 29 видов:
- Centropus andamanensis
- Centropus anselli — габонская шпорцевая кукушка[8]
- Centropus ateralbus Lesson, 1826 — белоголовая шпорцевая кукушка
- Centropus bengalensis — малая шпорцевая кукушка
- Centropus bernsteini — шпорцевая кукушка Бернштейна[8]
- Centropus burchelli
- Centropus celebensis Quoy & Gaimard, 1830 — целебесская шпорцевая кукушка
- Centropus chalybeus — атласная шпорцевая кукушка[8]
- Centropus chlororhynchos
- Centropus cupreicaudus — меднохвостая шпорцевая кукушка[8]
- Centropus goliath
- Centropus grillii Hartlaub, 1861
- Centropus leucogaster — белобрюхая шпорцевая кукушка[8]
- Centropus melanops — чернолицая шпорцевая кукушка[8]
- Centropus menbeki — большая шпорцевая кукушка[8]
- Centropus milo — светлоголовая шпорцевая кукушка
- Centropus monachus — синеголовая шпорцевая кукушка[8]
- Centropus nigrorufus — суматранская шпорцевая кукушка[8]
- Centropus phasianinus — Фазанья шпорцевая кукушка
  - Centropus phasianinus mui — тиморская фазанья шпорцевая кукушка, может оказаться отдельным видом Centropus mui (долгое время была известна только по голотипу (самке), собранному в 1974, но, по-видимому, открыта заново в начале 2000-х годов)[9]
- Centropus rectunguis — короткопалая шпорцевая кукушка
- Centropus senegalensis — сенегальская шпорцевая кукушка
- Centropus sinensis (Stephens, 1815) — обыкновенная шпорцевая кукушка
- Centropus spilopterus — молуккская шпорцевая кукушка[8]
- Centropus steerii — миндоройская шпорцевая кукушка[8]
- Centropus superciliosus — африканская шпорцевая кукушка
- Centropus toulou — мадагаскарская шпорцевая кукушка
- Centropus unirufus — рыжая шпорцевая кукушка[8]
- Centropus violaceus — пурпурная шпорцевая кукушка
- Centropus viridis — филиппинская шпорцевая кукушка

Из отложений четвертичного периода пещеры "Грин Уотерхол Кейв", Тентенула, Южная Австралия) известен также вымерший вид Centropus colossus.